# Castillo de Luesia

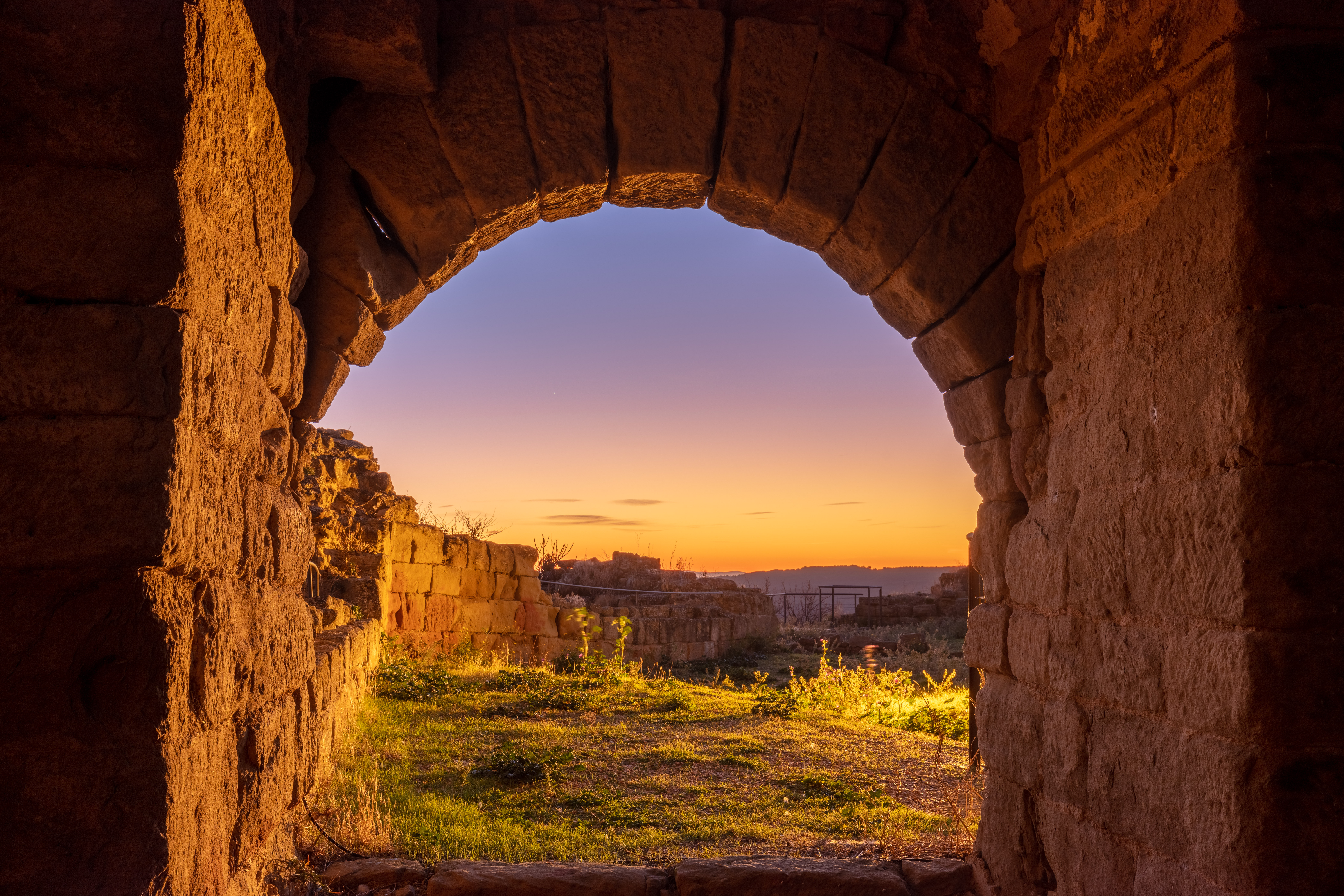
Vista desde el interior.

El castillo de Luesia es una de las fortalezas más antiguas de Aragón y está situada en la localidad zaragozana de Luesia.

## Historia
Es una de las fortalezas de más antiguo origen del norte de Aragón. Fue inicialmente un puesto fronterizo musulmán y ya en el año 911 pertenecía a Sancho I de Navarra. Durante el siglo X fue el principal castillo de la comarca. Un documento de 1077, pone de relieve que fue reconstruido por Sancho el Mayor. La villa fue repoblada por Alfonso I de Aragón en 1125. A partir de entonces fue un castillo señorial, hasta que en el siglo XVI pasó a depender, como el vecino de Biel, de la mitra zaragozana.

## Descripción
El castillo ocupa una cresta rocosa de cuarenta y seis metros de longitud, de cuyo muro perimetral quedan escasos vestigios. Queda bien conservado el cuerpo oriental de planta pentagonal. El acceso es una puerta con arco de medio punto, sobre la cual hay una ventana adovelada. Un lienzo comunica con los ábsides de la iglesia de El Salvador. Cerca del muro occidental de la iglesia hay otro arco, apuntado, de acceso al recinto, junto al cual hay una inscripción de 1546.